# Jimmy McGrory
James Edward McGrory (ur. 26 kwietnia 1904 w Glasgow, zm. 20 października 1982 tamże) – szkocki piłkarz, który występował na pozycji napastnika. W latach 1928–1933 reprezentant Szkocji.
Karierę rozpoczynał w St Roch’s Boys Guild, skąd w 1922 przeniósł się do Celtic FC. Tam spędził 15 lat, stając się klubową legendą. Z 522 golami jest najskuteczniejszym piłkarzem w historii Celticu, a z 62 golami, strzelonymi w 46 meczach dzierży rekord za największą liczbę bramek w jednym sezonie w historii klubu (sezon 1927/1928). W ciągu swojej kariery zanotował 55 hat-tricków, z czego 48 w Scottish Football League, a 7 w Pucharze Szkocji. W sezonie 1923/1924 przebywał na wypożyczeniu w Clydebank.
Po zakończeniu kariery piłkarskiej, w 1937 został trenerem Kilmarnock. W 1945 powrócił do Celticu, który trenował przez 20 lat.

## Dzieciństwo
Jimmy McGrory urodził się w Glasgow jako dziecko Henry’ego McGrory’ego oraz Catherine Coll, Irlandzkich Katolików, którzy wyemigrowali z Ulster. W wieku 14 lat zapisał się do juniorów klubu St Roch’s.

## Kariera klubowa

### St Roch’s
Karierę seniorską rozpoczął w 1921 w St Roch’s. W pierwszym sezonie (1921/1922) razem z klubem wygrał mistrzostwa Szkocji juniorów, a także juniorski Puchar Szkocji.

### Celtic FC
Pomimo zainteresowania innych klubów ostatecznie to Celtic FC podpisał z nim profesjonalny kontrakt. Debiut w nowym klubie zanotował 20 stycznia 1923 w przegranym 1:0 meczu z Third Lanark. Swoją pierwszą bramkę strzelił 3 lutego w meczu przeciwko Kilmarnock (3:4). W pierwszym sezonie łącznie rozegrał cztery spotkania, w których strzelił jedną bramkę. W sezonie 1923/1924 przebywał na wypożyczeniu do Clydebank, w którym strzelił 16 goli w 33 meczach.

#### Sezon 1924/1925
Pierwszą bramkę w sezonie 1924/1925 strzelił w starciu przeciwko Falkirk (2:1). 20 września w meczu Pucharu Glasgow z Third Lanark (4:2) strzelił swojego pierwszego hat-tricka dla Celticu. Tydzień później zanotował kolejnego hat-tricka–tym razem przeciwko drużynie Motherwell w ramach ligi szkockiej. W meczu Pucharu Szkocji przeciwko Third Lanark (5:1), który został rozegrany 24 stycznia 1925, McGrory popisał się strzeleniem czterech bramek. 24 lutego 1925 ponownie zdobył 3 trafienia, a ligowy mecz przeciwko Hamilton Academical zakończył się zwycięstwem 4:0. 1 kwietnia zdobył cztery gole przeciwko Falkirk. 11 kwietnia 1925 w meczu finałowym Pucharu Szkocji z Rangers strzelił zwycięskiego gola (na 2:1), tym samym zdobywając swoje pierwsze trofeum w seniorskiej karierze. Łącznie w sezonie 1924/1925 strzelił 30 bramek, rozgrywając 36 spotkań, z czego 17 goli w 25 meczach w lidze, a aż 11 w 8 meczach krajowego pucharu.

#### Sezon 1925/1926
Sezon rozpoczął od strzelenia trzech bramek zespołowi Hibernian (5:0). 10 października 1925 strzelił jedynego gola dla Celticu, a jego drużyna przegrała z 1:2 z Clyde w finale Pucharu Glasgow. 4 stycznia 1926 strzelił hat-tricka w meczu Scottish Football League z Patrick Thistle (4:0). Kolejnego hat-tricka zanotował 9 marca 1926 w wygranym 6:1 spotkaniu z St. Mirren. W sezonie 1925/1926 ze swoim zespołem wygrał ligę, a łącznie w sezonie rozegrał 52 mecze i strzelił 49 bramek (w tym 35 w lidze).

#### Sezon 1926/1927
14 sierpnia 1926 strzelił pierwszą bramkę w swoim pierwszym występie w nowym sezonie, a mecz przeciwko Kilmarnock zakończył się zwycięstwem 3:2. 28 sierpnia zdobył 4 trafienia w meczu ligi szkockiej przeciwko Quenn’s Park (6:1). 9 października strzelił jedyną bramkę finałowego meczu o Puchar Glasgow z Rangers. Dwa tygodnie później strzelił 5 bramek w wygranym 6:1 spotkaniu z Aberdeen. 20 listopada strzelił 4 bramki w ramach ligi w meczu z Dunfermline Athletic. W następnym meczu przeciwko Dundee United (7:2) strzelił 5 bramek. Cztery bramki strzelił 5 lutego w wygranym 6:3 meczu pucharowym z Brechin City. Trzykrotnie pokonał bramkarza w meczu ligi z Hamilton Academical, który zakończył się remisem 3:3. 26 lutego zdobył cztery bramki w meczu ligowym z St. Mirren (6:2). Z 48 bramkami po raz pierwszy został królem strzelców Scottish Division One, jednak pomimo jego skuteczności, Celtic zakończył rozgrywki na 3. miejscu. Łącznie w sezonie zanotował 8 hat-tricków, z czego 7 w lidze, a jeden w Pucharze Szkocji. Sezon zakończył z 59 trafieniami, które zanotował występując w 41 meczach.
Po znakomitym sezonie, McGrory stał się pożądanym zawodnikiem. Z ofertą dla McGrory’ego wystąpił angielski klub Arsenal, który zaoferował 10 tys. funtów szterlingów. W sierpniu Celtic zaakceptował warunki proponowane przez angielski zespół. Nie zgodził się jednak sam zawodnik, któremu później obniżono zarobki z 9 funtów do 8.

#### Sezon 1927/1928
13 sierpnia 1927 strzelił gola w meczu Scottish Football League z Hibernian (3:0). 26 września 1927 w meczu półfinałowym Pucharu Glasgow przeciwko Third Lanark (7:0) strzelił 5 bramek. 29 października strzelił 4 bramki w meczu przeciwko St. Mirren. 10 grudnia w meczu ligi przeciwko St. Johnstone (5:3) strzelił 3 gole. Od 3 stycznia do 14 stycznia, w 3 meczach z rzędu, zanotował trzykrotnie hat-tricka: z Quenn’s Park (3:1), z Falkirk (3:1), a meczu z Dunfermline Athletic ustanowił rekord w szkockim i angielskim futbolu, bowiem strzelił 8 bramek. 4 lutego 1928 zanotował kolejnego hat-tricka; w meczu Pucharu Szkocji z Keith (6:1). Ósmego hat-tricka w sezonie strzelił 6 marca 1928 z Hamilton Academical, a jego drużyna wygrała 4:0. W sezonie ligowym został drugi raz królem strzelców strzelając 47 goli, a łącznie zdobył rekordowe 62 gole. Pomimo znakomitej gry Celtic zajął drugie miejsce w lidze, a także przegrał finał Pucharu Szkocji.

#### Sezon 1928/1929
Sezon rozpoczął od strzelenia w meczu z Dundee (1:0), który został rozegrany 11 sierpnia 1928. W kolejnym meczu, rozegranym tydzień później z Airdrieonians, McGrory skompletował hat-tricka. 6 października 1928 strzelił gola w wygranym 2:0 finale Pucharu Glasgow przeciwko Quenn’s Park. W pierwszym meczu 1929 roku, rozegranym 19 stycznia z Arthurlie, Jimmy strzelił trzy gole. 19 lutego 1929 w meczu ligi szkockiej z Hamilton Academical (3:0) ponownie strzelił 3 gole. Pomimo dobrej skuteczności, jaką w sezonie 1928/1929 wykazywał McGrory: 42 gole w 34 meczach, Celtic zajął 2. miejsce w lidze, a także przegrał półfinał Pucharu Szkocji, odpadając z Rangers (0:1).

#### Sezon 1929/1930
Pierwszy mecz sezonu 1929/1930 rozegrał 10 sierpnia w ramach Scottish Football League z Heart of Midlothain (2:1), w którym strzelił dwie bramki dla swojego zespołu. 31 sierpnia strzelił trzy gole przeciwko Hamilton Academical (3:2), przedłużając serię meczów z golem do trzech. 28 września oraz 5 października ponownie zanotował trzy trafienia strzelając przeciwko: Ayr United i Falkirk i tym samym ustanawiając ostateczną liczbę meczów z golem na siedem. 16 października wystąpił w powtórzonym finale Pucharu Glasgow z Rangers, który zakończył się porażkę 0:4. 23 listopada w meczu z St. Johnstone strzelił 3 bramki i tym samym przerwał passę 6 meczów bez strzelonej bramki. 29 marca w ligowym spotkaniu przeciwko St. Johnstone trzykrotnie trafił do siatki, a jego gole pozwoliły Celticowi wygrać starcie 6:2. W sezonie łącznie strzelił 41 bramek (w tym 32 bramki w lidze), jednak pomimo tego Celtic ponownie nie zdobył żadnego trofeum, plasując się w lidze na 2. pozycji, a także przegrywając mecz Pucharu Szkocji z St. Mirren na etapie 3. rundy.

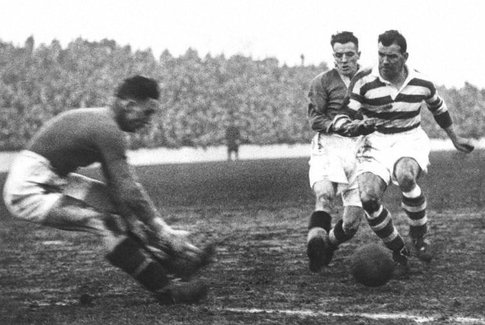
Jimmy McGrory (z prawej) podczas meczu Celticu (1930)

#### Sezon 1930/1931
Z powodu kontuzji, pierwszy mecz rozegrał dopiero 20 września. Pierwsze bramki strzelił w październiku, w którym, w swoim czwartym meczu strzelił hat-tricka, a w następnym wygranym 2:1 spotkaniu o Puchar Glasgow strzelił bramkę. Drugiego hat-tricka udało mu się skompletować 20 grudnia w meczu ligi z Kilmarnock (3:0). 10 stycznia 1931 w meczu z East Fife, wygranym przez The Celts 9:1, Jimmy McGrory strzelił 5 goli. 14 lutego w meczu 3. rundy Pucharu Szkocji z Morton (4:1) strzelił 3 gole. 4 marca w meczu 28. kolejki szkockiej ligi z Motherwell zanotował 4 trafienia. Taki sam dorobek osiągnął 21 marca w starciu przeciwko Cowdenbeath (6:0). 11 kwietnia zdobył gola w meczu finałowym Pucharu Szkocji z Motherwell. Mecz zakończył się jednak remisem, dlatego rozegrano drugi mecz, w którym Celtic wygrał 4:2, a McGrory zanotował dublet. Ostatniego hat-tricka w sezonie zanotował 25 kwietnia, kiedy Celtic wygrał 3:0 z Leith Atletic. Łącznie w sezonie 1930/1931 strzelił 47 goli, rozgrywając 38 meczów. Zdobył Puchar Szkocji, a w lidze uplasował się na drugim miejscu, gdzie zdobył dwa punkty mniej niż mistrz – Rangers.

#### Sezon 1931/1932
Sezon 1931/1932 McGrory rozpoczął od strzelenia dwóch goli w meczu rozegranym 8 sierpnia przeciwko Leith Athletic (3:0). 26 sierpnia 1931 w meczu przeciwko Cowdenbeath (7:0) strzelił 4 bramki. W kolejnym meczu, rozegranym 29 sierpnia przeciwko Hamilton Academical, McGrory zanotował 3 trafienia, a Celtic wygrał to spotkanie 6:1. 5 grudnia 1929 strzelił 3 bramki w meczu ligi z Third Lanark (5:0). 19 grudnia popisał się instyktem strzeleckim, strzelając 4 gole w starciu z Leith Athletic.
Z powodu kontuzji McGrory pauzował od stycznia do kwietnia. Jego absencja oraz śmierć bramkarza Celticu, Johna Thompsona przełożyła się na wyniki: Celtic zakończył rozgrywki ligowe na 3. miejscu. Skutkiem kontuzji była mała liczba meczów, w których Jimmy McGrory wystąpił: 28 meczów; w samej lidze rozegrał 22 mecze z 38 możliwych. Sezon zakończył z 30 golami.

#### Sezon 1932/1933
13 sierpnia 1932 rozegrał pierwszy mecz nowego sezonu przeciwko Aberdeen, w którym strzelił gola. 21 stycznia 1933 zanotował swojego hat-tricka, a mecz Dunfermline Athletic zakończył się zwycięstwem 7:1. 22 marca w powtórzonym meczu półfinału Pucharu Szkocji z Heart of Midlothain strzelił gola, a jego drużyna awansowała do finału, wygrywając 2:1. 25 marca w meczu 34. kolejki Scottish Football League z Cowdenbeath (5:1) skompletował drugi raz trzy gole. 15 kwietnia rozegrał mecz finału Pucharu Szkocji z Motherwell. McGrory został bohaterem tego spotkania strzelając jedyną bramkę meczu. Ogólem w sezonie 1932/1933 rozegrał 38 meczów, w których zdobył 35 goli, z czego 22 bramki w lidze, a 8 w Pucharze Szkocji.

#### Sezon 1933/1934
W pierwszym meczu, rozegranym 12 sierpnia przeciwko Queen of the South, strzelił debiutancką w sezonie 1933/1935 bramkę. 19 września strzelił swojego jedynego w tym sezonie hat-tricka, a spotkanie z Cowdenbeath zakończyło się wygraną Celticu 7:0. W sumie McGrory rozegrał 31 meczów, których strzelił 19 goli, a 17 w lidze, gdzie Celtic zajął 3. miejsce.

#### Sezon 1934/1935
Sezon 1934/1935 rozpoczął od skompletowania dubletu przeciwko Kilmarnock (4:1). 29 grudnia 1934 zdobył 3 trafienia w meczu szkockiej ligi z Heart of Midlothain, który został wygrany przez Celtic 4:2. Sezon zakończył z 21 golami na koncie, łącznie rozgrywając 33 meczów. Z 52 punktami (3 mniej niż Rangers), Celtic został wicemistrzem Szkocji.

#### Sezon 1935/1936
10 sierpnia 1935 w meczu z Aberdeen (1:3) zdobył pierwszą bramkę w nowym sezonie. 28 sierpnia zdobył hat-tricka w meczu przeciwko Third Lanark w ramach Scottish Football League. 14 września ponownie zanotował hat-tricka, rozgrywając mecz ligi przeciwko Albion Rovers (4:0). W kolejnym meczu, rozegranym dwa dni później, Celtic wygrał 5:3 z Dunfermline Athletic, a McGrory zdobył hat-tricka w drugim meczu z rzędu. 21 grudnia w meczu z Aberdeen (5:3), McGrory zanotował trzy bramki. Trzy trafienia uzbierał 14 stycznia 1936, w meczu przeciwko Queen of the South. 15 lutego w meczu z Kilmarnock (4:0) rozpoczął, trwającą do końca sezonu, serię meczów z golem, która ostatecznie wyniosła 10 spotkań. W tym czasie dwukrotnie zanotował hat-tricka: 14 marca przeciwko Motherwell (5:0) oraz 18 kwietnia przeciwko Ayr United (6:0). Hat-trick przeciwko Motherwell, McGrory strzelił w przeciągu 3 minut. Sezon zakończył z 51 golami, z czego aż 50 zdobył w lidze, tym samym bijąc swój rekord z sezonu 1926/1927, kiedy zdobył 48 bramek. Sezon zakończył z dwoma tytułami, wygrywając Scottish Football League oraz Glasgow Charity Cup.

#### Sezon 1936/1937
8 sierpnia 1936 rozegrał pierwszy mecz nowego sezonu, lecz w spotkaniu z St. Johnstone nie strzelił bramki, a jego zespół wygrał 3:2. Premierową bramkę zanotował w swoim trzecim meczu – przeciwko Queen’s Park (2:0). 21 listopada w meczu z Third Lanark (6:3) strzelił 3 bramki. Od 30 stycznia 1937 do 6 marca, McGrory strzelał bramkę w 8 meczach z rzędu. Łącznie w sezonie rozegrał 35 meczów, w których zdołał strzelić 28 bramek. W samej lidze zanotował 18 trafień w 25 meczach, zaś 9 goli w 8 meczach uzbierał w Pucharze Szkocji, który wygrał po raz piąty w karierze.

#### Sezon 1937/1938
Swój ostatni sezon, McGrory rozpoczął od strzelenia bramki zespołowi Queen of the South (2:2). 16 listopada 1937 rozegrał ostatni mecz w karierze seniorskiej, występując przeciwko Queen’s Park, gdzie w wygranym 4:3 meczu zdobył gola. Łącznie strzelił 6 bramek, potrzebując do tego 11 spotkań.

## Kariera reprezentacyjna
W reprezentacji Szkocji zadebiutował 25 lutego 1928 w przegranym 1:0 meczu z Irlandią Północną. Jednak z powodu preferowania przez trenerów innych napastników (Hughie Gallacher, czy Dave Halliday), McGrory nie był powoływany do kadry. Sytuacja zmieniła się na korzyść McGrory’ego w 1931, kiedy Gallacher nie mógł wystąpić w meczach Szkocji z powodu zakazu gry dotyczących nieangielskich piłkarzy grających w angielskich klubach. Dzięki temu później rozegrał 6 meczów, w których zdobył 6 bramek. Do gry w reprezentacji powrócił 28 marca w spotkaniu z Anglią, w którym strzelił debiutancką bramkę. Dublet skompletował 4 stycznia 1933 przeciwko reprezentacji Anglii (2:1). W swoim ostatnim występie dla Szkocji, Szkoci przegrali 2:1 z Irlandią Północną, a McGrory nie zdobył gola. Prasa szkocka krytykowała grę reprezentacji, co przełożyło się na odsunięcie pięciu piłkarzy od gry, a McGrory stał się jednym z tych zawodników.
W czasie kariery seniorskiej, McGrory rozegrał także 6 meczów dla reprezentacji ligi szkockiej, w których strzelił 6 goli. Debiutancki mecz rozegrał 27 października 1926 w meczu przeciwko reprezentacji ligi irlandzkiej (5:2), w którym strzelił swoją pierwszą bramkę. 10 marca 1928 zdobył obie bramki dla swojego zespołu w przegranym 6:2 starciu z reprezentacją ligi angielskiej.

## Kariera trenerska

### Kilmarnock
Po odejściu z Celticu w 1937, jeszcze w tym samym roku McGrory został trenerem Kilmarnock. W pierwszym sezonie poprowadził zespół do finału Pucharu Szkocji, w którym Kilmarnock przegrał z East Fife. W sezonie 1938/1939 Kilmarnock zajął bezpieczne 10. miejsce w lidze, a w Pucharze Szkocji doszedł do drugiej rundy. Postępy czynione przez drużynę zakłóciła II wojna światowa. Rozgrywki klubowe zostały zawieszone na czas wojny. Stadion Kilmarnock został zajęty przez armię i przekształcony w magazyn paliwa, a zawodnicy klubu dostali pobór do wojska. Wobec braku pracy (formalnie pozostawał trenerem), McGrory podczas wojny m.in. został członkiem Home Guard. Do gry piłkarze Kilmarnock powrócili w lecie 1944, lecz zmuszeni byli rozgrywać mecze na boiskach juniorskich z powodu zajmowania stadionu przez wojsko. W 1945 prasa zaczęła informować o „sensacyjnym ruchu” McGrory’ego, a później spekulacje te potwierdził prezes Celticu, Tom White, który poinformował o pozyskaniu trenera.

### Celtic FC
24 lipca McGrory powrócił do Celticu na Celtic Park. Pierwszy tytuł jako menedżer Celticu zdobył w sezonie 1948/1949, gdzie wygrał Glasgow Cup. W kwietniu 1951, po golu Johna McPhaila, Celtic wygrał 1:0 mecz finału Pucharu Szkocji z Motherwell. W 1953, w turnieju Coronation Cup, Celtic zwyciężył, pokonując Arsenal, Manchester United i Hibernian. W 1954 Celtic wygrał ligę i puchar kraju, zdobywając krajowy dublet. W 1957 poprowadził swoją drużynę do wygrania 7:1 meczu z Rangers o Puchar Ligi Szkockiej. Dzięki 3. miejscu w lidze w sezonie 1961/1962, Celtic po raz pierwszy zakwalifikował się do europejskich pucharów. W rozgrywkach Pucharu Miast Targowych zadebiutowali 24 października 1962, kiedy przegrali 4:2 z Valencią.
McGrory pozostawał trenerem Celticu do 1965, kiedy w marcu został zastąpiony przez Jocka Steina. Po zwolnieniu McGrory’ego, Celtic zatrudnił go jako specjalistę od public relations, gdzie pracował do emerytury, na którą przeszedł w 1979.

## Statystyki

### Klubowe
| Klub               | Sezon              | Liga               | Liga  | Liga   | Puchar Szkocji | Puchar Szkocji | Puchar Glasgow | Puchar Glasgow | Charytatywny Puchar Glasgow | Charytatywny Puchar Glasgow | Suma  | Suma   |
| Klub               | Sezon              | Liga               | Mecze | Bramki | Mecze          | Bramki         | Mecze          | Bramki         | Mecze                       | Bramki                      | Mecze | Bramki |
| ------------------ | ------------------ | ------------------ | ----- | ------ | -------------- | -------------- | -------------- | -------------- | --------------------------- | --------------------------- | ----- | ------ |
| Celtic FC          | 1922/1923          | Division One       | 3     | 1      | 1              | 0              | 0              | 0              | 0                           | 0                           | 4     | 1      |
| Celtic FC          | 1923/1924          | Division One       | 0     | 0      | 0              | 0              | 0              | 0              | 2                           | 1                           | 2     | 1      |
| Celtic FC          | 1924/1925          | Division One       | 25    | 17     | 8              | 11             | 2              | 2              | 1                           | 0                           | 36    | 30     |
| Celtic FC          | 1925/1926          | Division One       | 37    | 35     | 6              | 6              | 6              | 6              | 3                           | 2                           | 52    | 49     |
| Celtic FC          | 1926/1927          | Division One       | 33    | 48     | 6              | 9              | 2              | 2              | 0                           | 0                           | 41    | 59     |
| Celtic FC          | 1927/1928          | Division One       | 36    | 47     | 6              | 6              | 3              | 9              | 1                           | 0                           | 46    | 62     |
| Celtic FC          | 1928/1929          | Division One       | 21    | 21     | 6              | 10             | 4              | 3              | 3                           | 8                           | 34    | 42     |
| Celtic FC          | 1929/1930          | Division One       | 26    | 32     | 3              | 4              | 5              | 4              | 1                           | 1                           | 35    | 41     |
| Celtic FC          | 1930/1931          | Division One       | 29    | 36     | 6              | 8              | 2              | 1              | 1                           | 2                           | 38    | 47     |
| Celtic FC          | 1931/1932          | Division One       | 22    | 28     | 1              | 0              | 3              | 2              | 2                           | 0                           | 28    | 30     |
| Celtic FC          | 1932/1933          | Division One       | 25    | 22     | 8              | 8              | 3              | 2              | 2                           | 3                           | 38    | 35     |
| Celtic FC          | 1933/1934          | Division One       | 27    | 17     | 3              | 1              | 1              | 1              | 0                           | 0                           | 31    | 19     |
| Celtic FC          | 1934/1935          | Division One       | 27    | 18     | 4              | 2              | 1              | 0              | 1                           | 1                           | 33    | 21     |
| Celtic FC          | 1935/1936          | Division One       | 32    | 50     | 1              | 0              | 2              | 0              | 2                           | 1                           | 37    | 51     |
| Celtic FC          | 1936/1937          | Division One       | 25    | 18     | 8              | 9              | 0              | 0              | 0                           | 0                           | 35    | 28     |
| Celtic FC          | 1937/1938          | Division One       | 10    | 5      | 0              | 0              | 1              | 1              | 0                           | 0                           | 11    | 6      |
| Celtic FC          | Ogólnie            | Ogólnie            | 378   | 395    | 67             | 74             | 35             | 33             | 21                          | 20                          | 501   | 522    |
| Clydebank (wyp.)   | 1923/1924          | Division One       | 30    | 13     | 3              | 3              | 0              | 0              | 0                           | 0                           | 33    | 16     |
| Clydebank (wyp.)   | Ogólnie            | Ogólnie            | 30    | 13     | 3              | 3              | 0              | 0              | 0                           | 0                           | 33    | 16     |
| Ogólnie w karierze | Ogólnie w karierze | Ogólnie w karierze | 408   | 408    | 70             | 77             | 35             | 33             | 21                          | 20                          | 534   | 538    |

### Reprezentacyjne
| Reprezentacja | Rok     | Mecze | Bramki |
| ------------- | ------- | ----- | ------ |
| Szkocja       |         |       |        |
| 1928          | 1       | 0     |        |
| 1929          | –       | –     |        |
| 1930          | –       | –     |        |
| 1931          | 3       | 3     |        |
| 1932          | 1       | 1     |        |
| 1933          | 2       | 2     |        |
| Ogólnie       | Ogólnie | 7     | 6      |

| Mecze i gole w reprezentacji | Mecze i gole w reprezentacji | Mecze i gole w reprezentacji | Mecze i gole w reprezentacji | Mecze i gole w reprezentacji | Mecze i gole w reprezentacji | Mecze i gole w reprezentacji |
| Szkocja                      | Szkocja                      | Szkocja                      | Szkocja                      | Szkocja                      | Szkocja                      | Szkocja                      |
| Lp.                          | Data                         | Miasto                       | Przeciwnik                   | Gol                          | Wynik                        | Rozgrywki                    |
| ---------------------------- | ---------------------------- | ---------------------------- | ---------------------------- | ---------------------------- | ---------------------------- | ---------------------------- |
| 1.                           | 25.02.1928                   | Glasgow                      | Irlandia Północna            |                              | 0:1                          | BHC 1928/1929                |
| 2.                           | 28.03.1931                   | Glasgow                      | Anglia                       | Gol                          | 2:0                          | BHC 1930/1931                |
| 3.                           | 19.09.1931                   | Glasgow                      | Irlandia Północna            | Gol                          | 3:1                          | BHC 1931/1932                |
| 4.                           | 31.10.1931                   | Wrexham                      | Walia                        | Gol                          | 3:2                          | BHC 1931/1932                |
| 5.                           | 17.09.1932                   | Belfast                      | Irlandia Północna            | Gol                          | 4:0                          | BHC 1932/1933                |
| 6.                           | 01.04.1933                   | Glasgow                      | Anglia                       | Gol · Gol                    | 2:1                          | BHC 1932/1933                |
| 7.                           | 16.09.1933                   | Glasgow                      | Irlandia Północna            |                              | 1:2                          | BHC 1933/1934                |

### Trenerskie
| Zespół     | Od            | Do          | Statystyka | Statystyka | Statystyka | Statystyka | Statystyka |
| Zespół     | Od            | Do          | M          | W          | R          | P          | % W        |
| ---------- | ------------- | ----------- | ---------- | ---------- | ---------- | ---------- | ---------- |
| Kilmarnock | grudzień 1937 | maj 1945    | 74         | 31         | 17         | 26         | 41,89      |
| Celtic FC  | sierpień 1945 | marzec 1965 | 843        | 419        | 177        | 247        | 49,70      |
| Łącznie    | Łącznie       | Łącznie     | 917        | 450        | 194        | 273        | 49,07      |

## Sukcesy

### Piłkarz

#### St Roch’s
- Mistrzostwo Szkocji juniorów: 1921/1922
- Puchar Szkocji juniorów: 1921/1922
- Turniej Inter-Parish: 1921/1922

#### Celtic FC
- Mistrzostwo Szkocji: 1925/1926, 1935/1936, 1937/1938
- Puchar Szkocji: 1924/1925, 1926/1927, 1930/1931, 1932/1933, 1936/1937
- Puchar Glasgow: 1926/1927, 1927/1928, 1928/1929, 1930/1931
- Charytatywny Puchar Glasgow: 1925/1926, 1935/1936, 1936/1937
- Charytatywny Turniej Wincentego a Paulo: 1928

#### Indywidualne
- Król strzelców Division One: 1926/1927 (48 goli), 1927/1928 (47 goli), 1935/1936 (50 goli)

#### Wyróżnienia
- Galeria Sław Szkockiego Futbolu: 2004[45]
- Galeria Sław Szkockiego Sportu: 2004[46]

#### Rekordy
- Najskuteczniejszy strzelec w historii brytyjskiego futbolu: 550 goli
- Najskuteczniejszy strzelec w historii Celtic FC: 522 goli
- Najskuteczniejszy strzelec w historii Pucharu Szkocji: 77 goli
- Najwięcej goli w historii szkockiego futbolu na najwyższym poziomie ligowym: 410 goli
- Najwięcej goli w historii brytyjskiego futbolu na najwyższym poziomie ligowym w jednym meczu: 8 goli (przeciwko Dunfermline)
- Najwięcej hat-tricków w historii brytyjskiego futbolu na najwyższym poziomie ligowym: 55 hat-tricków
- Najwięcej goli w historii Celtic FC w jednym sezonie: 62 gole (sezon 1927/1928)

### Trener

#### Kilmarnock
- Charytatywny Turniej Wincentego a Paulo: 1938

#### Celtic FC
- Mistrzostwo Szkocji: 1953/1954
- Puchar Szkocji: 1950/1951, 1953/1954
- Puchar Ligi Szkockiej: 1956/1957, 1957/1958
- Coronation Cup: 1953
- Puchar Glasgow: 1948/1949, 1955/1956, 1961/1962, 1963/1964
- Charytatywny Puchar Glasgow: 1959/1950, 1952/1953, 1958/1959, 1960/1961